# 보광교통
보광교통(寶廣交通)은 서울특별시의 시내버스 회사로, 모기업은 서울특별시의 시내버스 업체인 다모아자동차이고, 계열사로는 보광운수가 있다.

## 연혁

### 2004년 서울시내버스 체계개편이전
- 1962년 2월 1일: 서대문구 연희동에서 원효여객(元曉旅客) 설립
- 1980년: 본사 및 차고지를 서대문구 연희동에서 홍은동 346-3번지로 이전하였다.
- 1989년: 경영난으로 도봉구의 시내버스 회사인 한성운수가 인수, 한성교통(漢星交通)으로 사명 변경
- 1996년 4월: 당시 경영난에 빠진 신진운수(현 진화운수)에서 74번(현 7021번) 노선 인수
- 1999년: 서초구의 시내버스 회사인 우신운수가 인수, 우신교통(宇信交通)으로 상호 변경[1]
- 2000년 본사와 차고지를 서대문구 홍은동 346-3번지에서 은평구 수색동 293-25번지 은평공영차고지 내로 이전하였다.
- 2003년: 선진그룹 버스사업부문 인수, 주식회사 SM버스(株式會社 에스엠버스)로 상호 변경

### 2004년 서울시내버스 체계개편이후
- 2004년 7월 1일: 2004년 서울시내버스 체계개편과 동시에 동해운수 소속 도시형버스 147번이 지선버스 7730번으로 재편되는 과정에서 본 회사에 인수와 함께 지선버스 5개 노선으로 운행개시하였다.
- 2005년 1월: 선진그룹 버스사업부문에서 분리, 현재의 상호로 변경
- 2008년: 선진그룹 버스사업부문 계열사인 고촌교통, 금파운수를 인수
- 2012년 9월 10일: 계열사로 김포시의 마을버스 회사인 한강교통을 설립하였다.
- 2014년 5월 19일: 지선버스 7730번의 회차지를 구기동 구기터널 삼거리에서 이북5도청으로 연장
- 2015년 7월: 전환 서울특별시의 시내버스 회사인 용림교통을 인수하여 보광운수 설립
- 2015년 12월 13일: 지선버스 8001번 신설
- 2017년 3월 11일: 지선버스 8001번 폐선
- 2017년 3월 25일: 삼화상운 163번 노선이 연세대학교로 단축되면서 173번으로 노선 번호가 변경에 따라 단축 구간을 활용하여 간선버스 674번을 신설, 신길운수와 공동배차로 운행 개시
- 2020년 1월: 다모아자동차가 인수하여 다모아자동차 계열사로 편입되었다.

## 운행 노선
2023년 5월 13일 기준이다.
| 운행노선     | 운행구간           | 운행구간 | 운행구간           | 배차간격 (분) | 인가대수 | 비고                                                                                                 |
| ------------ | ------------------ | -------- | ------------------ | ------------- | -------- | --- |
| 674번        | 신월동             | ↔        | 연세대학교         | 10~13         | 5        | 2017년 3월 25일 신설. 신길교통과 공동배차로 운행한다.                                                |
| 0017번       | 용산공영차고지     | ↔        | 신용산역           | 6~11          | 10       | 구 용산마을 3번, 467번                                                                               |
| 7017번       | 은평공영차고지     | ↔        | 을지로2가          | 8~15          | 23       | 구 73번                                                                                              |
| 7021번       | 은평공영차고지     | ↔        | 을지로입구         | 8~15          | 23       | 구 74번                                                                                              |
| 7730번       | 은평공영차고지     | ↔        | 구기동             | 6~15          | 19       | 구 147번 연장                                                                                        |
| N72번        | 은평공영차고지     | ↔        | 신내역             | 25~35         | 3        | 2022년 4월 18일 신설, 2022년 12월 1일 연장 북부운수와 유성운수와 공동배차로 운행한다.                |
| 8777번       | 난지캠핑장         | ↔        | 월드컵경기장남측   | 25~45         | 0        | 2023년 10월 28일 운행 시작 주말에만 운행, 7730번, 7017번 차량으로 운행 원버스와 공동배차로 운행한다. |
| 서울08출근번 | 화정역             | →        | 디지털미디어시티역 | 1일 3회       | 3        | |
| 서울08퇴근번 | 디지털미디어시티역 | →        | 화정역             | 1일 2회       | 2        | |

## 이전 보유 노선 (개편전 노선 포함)

### 개편 전 노선
- 59번: 은평공영차고지 - 자양역 (2004년 6월 30일 폐선) <현재 721번 노선으로 서부운수에서 운행 중>
- 74번: 은평공영차고지 - 롯데백화점(을지로입구역) <2004년 7월 1일 7021번 노선으로 운행 중>

### 개편 후 노선

#### 지선버스
- ● 7014번: 은평공영차고지 - 서울역 (2005년 6월 27일 폐선)[3]
- ● 7015번: 은평공영차고지 - 중앙극장 (2005년 7014번과 통합)
- ● 7730B번: 은평공영차고지 - 구기동 (2008년 12월 20일 폐선)
- ● 7731번: 화전동 예비군훈련장 - 은평공영차고지 (2011년 8월 25일 폐선)

#### 맞춤버스
- ● 8001번: 공덕오거리 - 서울역 (2017년 3월 11일 폐선)
- ● 8776번: 난지천공원주차장 - 난지천공원주차장 (2010년 5월 24일 폐선) <이 노선은 현대교통과 공동 배차를 한 노선이다.>

## 운용 차량

#### 자일대우버스
- 자일대우 NEW BS090

#### 현대자동차
- 현대 그린시티
- 현대 뉴 슈퍼 에어로시티
- 현대 저상 뉴 슈퍼 에어로시티
- 현대 일렉시티

#### 비야디 자동차
- BYD eBus-11
- BYD eBus-12

## 갤러리

서울시내버스 7730번
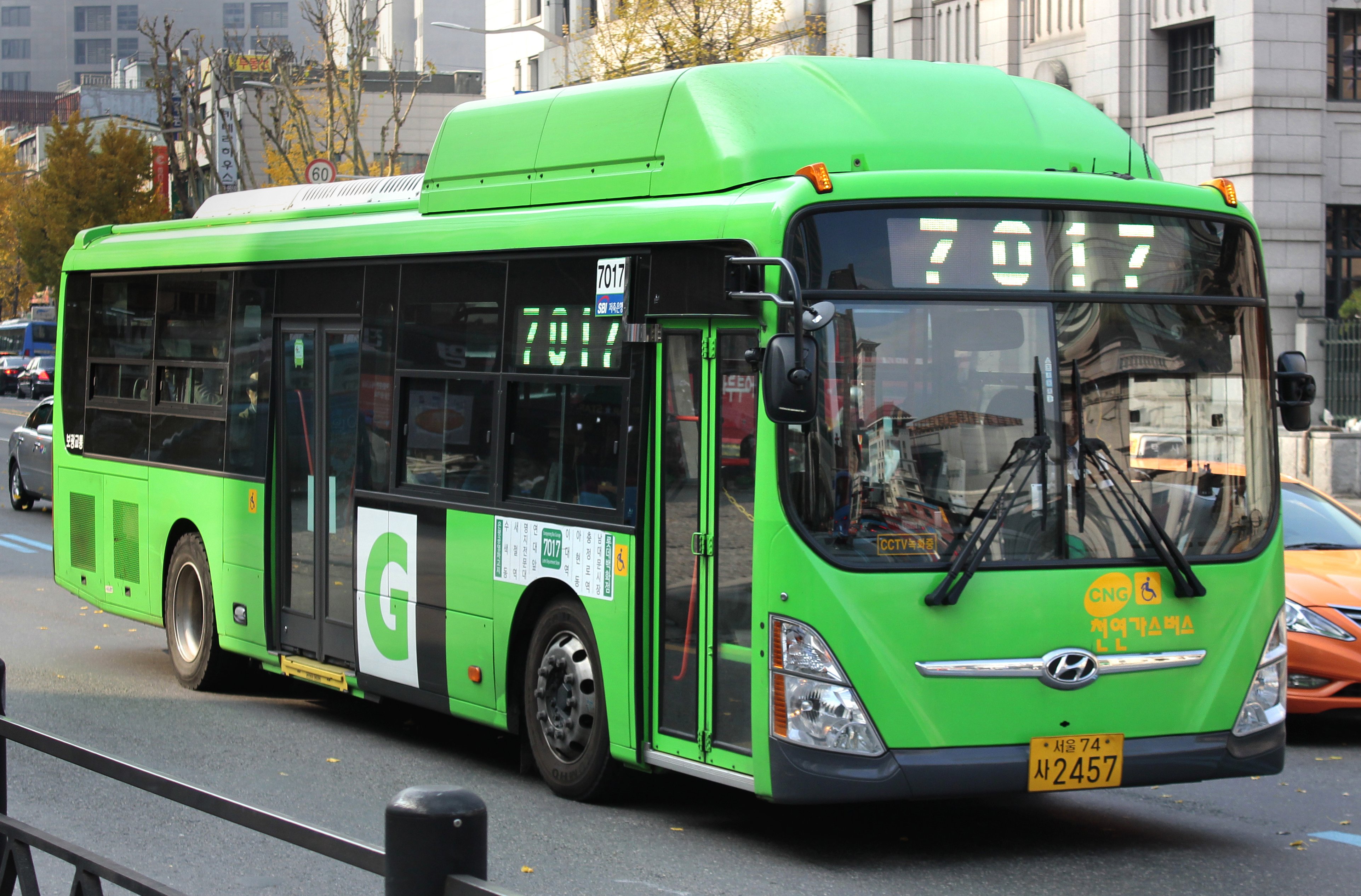
서울시내버스 7017번
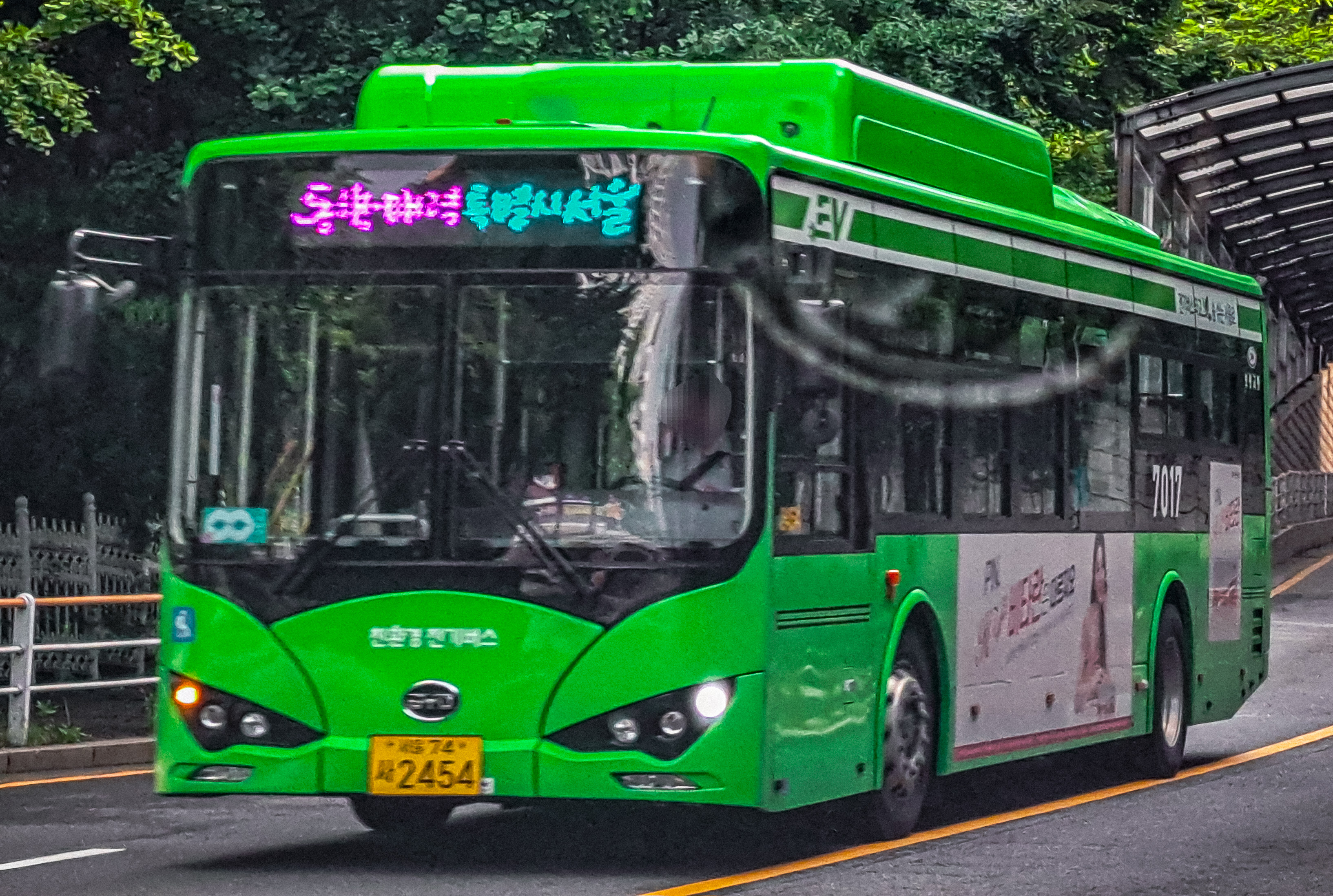
서울시내버스 7017번

## 같이 보기
- 김포교통
- 공항버스
- 도원교통
- 선진운수
- 중부운수
- 다모아자동차
- 보광운수